# Tricholoma basirubens
Tricholoma basirubens är en svampart som tillhör divisionen basidiesvampar, och som först beskrevs av Marcel Bon, och fick sitt nu gällande namn av A. Riva och Marcel Bon. Tricholoma basirubens ingår i släktet musseroner, och familjen Tricholomataceae. Arten är reproducerande i Sverige.